# Каллигарих, Джанфранко
Джанфранко Каллигарих (итал. Gianfranco Calligarich; 3 мая 1939, Асмэра, Итальянская Восточная Африка — 25 ноября 2024) — итальянский писатель, сценарист и драматург.

## Биография
Родился в Асмэре 3 мая 1939 года в семье которая происходила из Триеста. После Второй мировой войны переехал с семьей в Милан, где начал работать журналистом.
В 1961 году журнал, в котором он работал, командировал его в Рим, для руководства местным отделом, с тех пор он поселился в столице.
В 1973 году он выпустил свой дебютный роман «Прошлым летом в городе» (итал. L’ultima estate in città), который после того, как его отвергли все основные редакторы, был опубликован издательством Гарзанти по предложению Натальи Гинзбург.
В последующие годы Каллигарих сосредоточился на написании сценариев для телевидения и кино, а в 1994 году основал театральную компанию Teatro XX Secolo.
Каллигарих вернулся к литератрной деятельности в 2002 году со сборником рассказов Posta priorityaria («Приоритетная почта»).
В 2011 году получил премию Багутта за произведение Privati abissi («Частные бездны»), а в 2017 году он получил премию Виареджо за произведение La malinconia dei Crusich («Меланхолия крусиков»).
Скончался 25 ноября 2024 года в возрасте 85 лет.